# Amiga 500+
L'Amiga 500+ est un ordinateur Amiga, principalement une version étendue de l'Amiga 500.
Commodore International créa l'Amiga 500+ pour deux raisons. La première était la réduction des coûts ; des modifications mineures avaient été faites à la carte mère pour la rendre plus économique à produire. C'était aussi un moyen pour Commodore d'apporter une nouvelle version du système d'exploitation de l'Amiga, la version 2.04.

## Description
L'Amiga 500+ est sorti quasiment dans l'anonymat. Beaucoup de ses utilisateurs n'ont même pas réalisé qu'ils avaient acheté un produit autre que l'Amiga 500.
À cause du nouveau Kickstart, quelques jeux très populaires ne fonctionnaient pas sur l'Amiga 500+, et beaucoup de personnes l'ont retourné au revendeur, en réclamant le Kickstart 1.3 original de l'Amiga 500. Ce problème fut résolu par des constructeurs tiers, qui produisirent des cartes pour changer les kickstarts, qui permettaient à l'Amiga 500+ d'utiliser le Kickstart 1.2 ou 1.3. Cela encouragea cependant les développeurs de jeux à prendre de meilleures habitudes, une chose essentielle quand l'Amiga 500+ fut lancé. En effet, Commodore avait déjà planifié l'introduction de son ordinateur de nouvelle génération, l'Amiga 1200, précédé du confidentiel Amiga 600 qui assurera l'intérim.

## Spécifications techniques
- 1 Mo de Chip RAM extensible à 2Mo (512 ko dans l'Amiga 500)
- Kickstart 37.175
- Workbench 37.67 (version 2.04)
- Horloge temps réel (manquante dans l'Amiga 500)
- Chipset ECS complet, incluant une nouvelle versions des puces Agnus et Denise.